# Hugo Herold
Hugo Herold (* 21. Februar 1880 in Ellefeld; † 17. April 1945 in Dresden-Bühlau) war ein deutscher Komponist.
Herold lebte in Sachsen und legte bereits vor dem Ersten Weltkrieg seine ersten eigenen Kompositionen vor. Er vertonte zahlreiche Gedichte, veröffentlichte Musiklehrbücher und Liedersammlungen und schrieb die Musik für mehrere Bühnenstücke. Nach dem Zweiten Weltkrieg wurden einige seiner Kompositionen in der Sowjetischen Besatzungszone und in der DDR verboten und nicht mehr öffentlich aufgeführt.

## Werke
- Hans Fiedelmann: Ein Märchen- und Tanzspiel in 2 Aufzügen, Musik von Hugo Herold, Mühlhausen 1927
- Noch einmal schauet nun zurück, Nun öffnet sich das weite Tor, Op. 31, 2 Entlassungslieder von Ernst Hüttig. Für dreistimm. Kinderchor, Sopransolo, Violine und Klavierbegleitung, Leipzig 1929
- Grundlagen allgemeiner Musikbildung, 2. Aufl., Leipzig 1930
- Zur Praxis der Musikerziehung für alle Schularten, Leipzig 1932
- Volk und Vaterland im deutschen Lied, Leipzig: Strauch 1933
- Schlageter nach einer Dichtung von Paul Wolf, Leipzig: Strauch 1933
- Und grüsst die neue Zeit im Land. Entlassungslieder für 3 stimmigen Kinderchor, Violine (ad libitum), Klavier- oder Harmoniumbegleitg komponiert, op. 75, Leipzig: Strauch, 1933
- Befehl des Königs. Heiteres Singspiel aus dem Zeitalter Friedrichs des Grossen in 2 Aufzügen, 1933
- Drehtormlied. Text: Otto Schüler, auf Liedpostkarte vertrieben
- Ganz derhamm!, auf Liedpostkarte vertrieben
- Lied ven de Waldleut, auf Liedpostkarte vertrieben
- Kließlied, auf Liedpostkarte vertrieben
- Wienglied, Text: Otto Schüler, auf Liedpostkarte vertrieben